# M3 Scout Car
Le M3A1 Scout Car ou White Scout Car d'après le nom du fabricant, la White Motor Company, était une voiture blindée américaine produite à partir de 1938 pour un total de 20 894 exemplaires.

## Histoire
À l’inverse des armées françaises et britanniques, l’United States Army ne s’intéresse pas aux automitrailleuses après la Première Guerre mondiale, à la fois par manque de budget et en raison de l’opposition de la cavalerie à la motorisation de ses unités. Ce n’est que lorsque cette mécanisation est imposée par le secrétaire à la Guerre Dwight Davis en 1927 que le sujet commence à être étudié. Il faut toutefois attendre le 5 décembre 1935 pour qu’un véhicule adéquat soit adopté, le M1 Scout Car, une voiture blindée produite par Indiana Motortruck.
Le M1 Scout Car est remplacé dès 1936 par le M2 Scout Car, un véhicule similaire basé sur un châssis de camion Corbitt (en). Seuls 22 exemplaires du M2 sont produits avant qu’une nouvelle version voit le jour,. Le M2A1 est une variante du M2 développée par la White Motor Company, dont l’autonomie et le blindage sont considérablement améliorés. Lorsqu’elle est adoptée en 1937, elle est renommée M3 Scout Car,. Le projet 5395 est lancé peu de temps après et vise à agrandir le M3. Un prototype est livré par White en juin 1939 et la nouvelle version est mise en production à la fin de l’année sous le nom de M3A1. Celui-ci est très similaire au M3, les principales différence consistant en l’élargissement du compartiment passager, la suppression de la porte arrière et l’installation d’un rouleau sur le pare-chocs, qui permet de faciliter le franchissement d’obstacles verticaux.
Le M3A1 est produit grande quantité de la fin de l’année 1939 à mars 1944, avec un total de 20 894 exemplaires construits. Bien que l’identifiant n’ait pas été modifié, l’ensemble de la production n’est pas totalement homogène et huit sous-variantes comportant des différences mineures, par exemple des feux différents, existent. Bien que produits en grande quantité, le véhicule est assez peu apprécié au sein de l’U.S. Army et est retiré du front après l’invasion de la Sicile en 1943. Les États-Unis n’en ayant pas l’usage, environ la moitié de la production est fourni via les accords de prêt-bail au Commonwealth, à la France libre et à l’Union soviétique.

## Caractéristiques
Le M3 est un petit camion à quatre roues motrices propulsé par un moteur à essence Hercules JXD de six cylindres en ligne. Plusieurs expériences sont réalisés dès la fin de l’année 1939 afin d’évaluer l’opportunité d’utiliser un moteur Diesel à la place du moteur à essence. Deux moteurs sont testés : le 6DT-317 de Buda-Lanova et le Hercules DJXD. Ces essais ayant donnés de bons résultats, cent M3A1 sont équipés de l’un ou l’autre des moteurs testés afin d’être testés sur le front au sein de la 3e Armée. Le moteur Hercules se révélant plus performant, il est alors prévu de produire une nouvelle variante équipée de ce moteur, qui reçoit la désignation M3A2. Des retards puis l’interdiction d’utiliser des moteurs Diesel sur les véhicules à roues de l’U.S. Army mettent toutefois fin au projet en mars 1942 sans que le véhicule ait été produit à grande échelle.
Il est protégé dans toutes les directions par un blindage d’environ 6 mm d’épaisseur, des volets d’environ 12 mm pouvant par ailleurs couvrir le pare-brise en cas de besoin. Il est en revanche entièrement ouvert sur le dessus, une couverture en toile pouvant cependant être montée afin d’abriter l’équipage des intempéries. Les premiers combats de la Seconde Guerre mondiale ayant montrés l’impact des attaques aériennes, l’absence de toit est considéré comme un problème et des essais sont menés à partir d’octobre 1940 pour en concevoir un. Les essais réalisés avec un toit en acier d’environ 6 mm d’épaisseur ne se révèle toutefois pas concluants : le toit réduit la visibilité, gêne l’utilisation des mitrailleuses et remonte le centre de gravité du véhicule, qui devient instable dans les virages serrés. L’idée est alors abandonnée en janvier 1942, mais certains véhicules sont quand même équipés par leurs équipages de toit improvisés.
L’armement est constitué d’une mitrailleuse de 12,7 mm et d’une ou deux mitrailleuses de 7,62 mm, qui sont montées sur un rail faisant le tour du véhicule, ce qui permet de concentrer le feu des trois armes dans une même direction si besoin. Les modèles de mitrailleuse utilisés sont variés : M1921 Browning à refroidissement par eau ou M2 Browning à refroidissement par air pour la mitrailleuse lourde, M1917 Browning à refroidissement par eau, Browning M1919 ou encore Lewis gun à refroidissement par air pour les mitrailleuses légères. Une variante expérimentale, le M3A1E3, est testée en novembre 1940 avec un canon antichar de 37 mm à la place des mitrailleuses, mais les essais ne sont pas concluants et le projet est abandonné peu de temps après.

### Données techniques
|                          | M3      | M3A1    | M3A2 (M3A1E5 |
| Longueur                 | 5,08 m  | 5,63 m  | 5,63 m       |
| Largeur                  | 1,80 m  | 2,03 m  | 2,03 m       |
| Hauteur                  | 2,06 m  | 1,99 m  | 1,99 m       |
| Garde au sol             |         | 0,40 m  | 0,40 m       |
| Masse à vide             | 4000 kg | 4128 kg |              |
| Masse en ordre de combat |         | 5625 kg |              |

|                                        | M3                                | M3A1                              | M3A2 (M3A1E5) |
| Motorisation                           | Hercules JXD 6 cylindres en ligne | Hercules JXD 6 cylindres en ligne | Hercules DWXD |
| Puissance                              | 95 hp                             | 110 hp                            |               |
| Puissance massique                     |                                   | 14 hp/t                           |               |
| Type de carburant                      | Essence 72 octane                 | Essence 72 octane                 | Gasoil        |
| Contenance des réservoirs de carburant | 204 L                             | 204 L                             |               |
| Vitesse maximale                       |                                   | 80 km/h                           |               |
| Autonomie                              |                                   | Env. 402 km                       |               |
| Franchissement hauteur                 |                                   | 0,30 m                            | 0,30 m        |
| Franchissement largeur                 |                                   | 0,46 m                            | 0,46 m        |
| Franchissement profondeur              |                                   | 0,71 m                            | 0,71 m        |
| Franchissement pente                   |                                   | 60 %                              | 60 %          |

|                   | M3            | M3A1          | M3A2          |
| Caisse avant      | 6,4 mm à 30°  | 6,4 mm à 30°  | 6,4 mm à 30°  |
| Volets pare-brise | 12,7 mm à 30° | 12,7 mm à 30° | 12,7 mm à 30° |
| Caisse côtés      | 6,4 mm à 0°   | 6,4 mm à 0°   | 6,4 mm à 0°   |
| Caisse arrière    | 6,4 mm à 0°   | 6,4 mm à 0°   | 6,4 mm à 0°   |

|                               | M3A1                                                |
| Armement principal            | 1 mitrailleuse Browning M2 de 12,7 mm sur rail      |
| Munitions armement principal  | 750 cartouches                                      |
| Armement secondaire           | 1 mitrailleuse Browning M1919A4 de 7,62 mm sur rail |
| Munitions armement secondaire | 8000 cartouches                                     |
| Autre armement                | 1 mitraillette Thompson M1928A1 (540 cartouches)    |
| Radio                         | SCR 506, 508 ou 510                                 |